# Menceyat d'Adeje

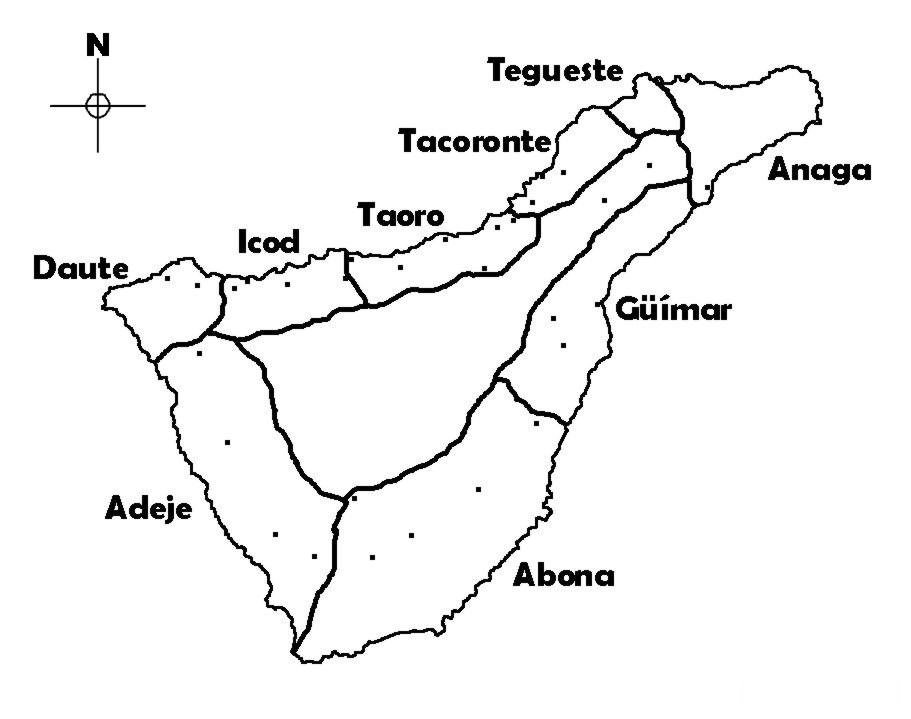
Menceyats de Tenerife

Adeje era un dels nou menceyats en què fou dividida l'illa canària de Tenerife després de la mort del mencey Tinerfe, a l'època anterior a la conquesta de les illes per part de la Corona de Castella. Ocupava l'extensió dels actuals municipis d'Guía de Isora, Adeje, Santiago del Teide, així com possiblement també part d'Arona. Els seus menceys foren Betzenuriya, Pelinor, Tinerfe i Sunta.